# قرار مجلس الأمن التابع للأمم المتحدة رقم 421
قرار مجلس الأمن التابع للأمم المتحدة رقم 421، الذي اتخذ بالإجماع في 9 ديسمبر 1977، بعد أن ذكر بالقرار 418، قرر المجلس تشكيل لجنة للإشراف على تنفيذ ذلك القرار. وكلف اللجنة بتقديم تقرير عن ملاحظاتها وتوصياتها بشأن السبل التي يمكن من خلالها جعل حظر الأسلحة أكثر فعالية ضد جنوب إفريقيا ومطالبة الدول الأعضاء بكيفية تنفيذ القرار.
ودعا القرار جميع الدول الأعضاء إلى التعاون الكامل مع اللجنة في المجالات المذكورة أعلاه، وإلى الأمين العام لاتخاذ الترتيبات المناسبة للسماح للجنة بالعمل.